# Editor de fórmules matemàtiques

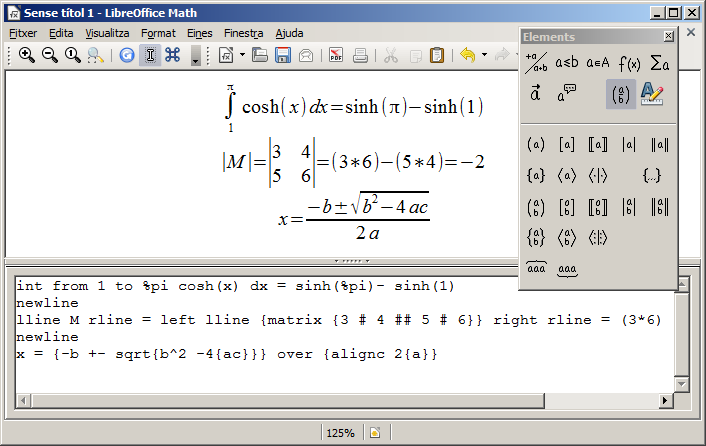
LibreOffice Math 3.4, del paquet ofimàtic LibreOffice

Un editor de fórmules és un nom per a un programa d'ordinador que s'utilitza per crear o editar notacions matemàtiques.
Els editors de fórmules solen servir dos propòsits: 
- Permetre processament de textos i la publicació de contingut tècnic, ja sigui per a la publicació impresa, o per generar imatges pel contingut de les pàgines web o per presentacions en pantalla.
- Proporcionar un mitjà perquè els usuaris puguin especificar entrades als sistemes de càlcul (i que així, sigui més fàcil de llegir i comprovar que una entrada de text pla) i que els resultats oferts per aquests sistemes siguin més fàcils d'entendre i, opcionalment, llestos per ser publicats.

Pels editors, el contingut fórmula pot ser proporcionada:
- De forma manual utilitzant un llenguatge de marques, per exemple, TeX o MathML, a través d'assenyalar i clicar (GUI).
- Automàticament, com a resultat generat per l'ordinador a partir de càlculs simbòlics, una de les característiques de Mathematica.

Típicament inclouen la capacitat de les fraccions niuades, radicals, subíndexs, superíndexs, escriptures dalt i baix; juntament amb caràcters especials com símbols matemàtics, fletxes i parèntesis escalables. Alguns editors són capaços de canviar el format de les fórmules per altres de més simples o per ajustar el final de la línia de forma automàtica, mentre es preserva el significat matemàtic d'una fórmula.